# Niemeyera blanchonii
Niemeyera blanchonii là một loài thực vật thuộc họ Sapotaceae. Đây là loài đặc hữu của New Caledonia.